# JR四国不動産開発
JR四国不動産開発株式会社（ジェイアールしこくふどうさんかいはつ）とは、香川県に本社を置く総合不動産会社である。JR四国グループの主要子会社であり、デベロッパーである。

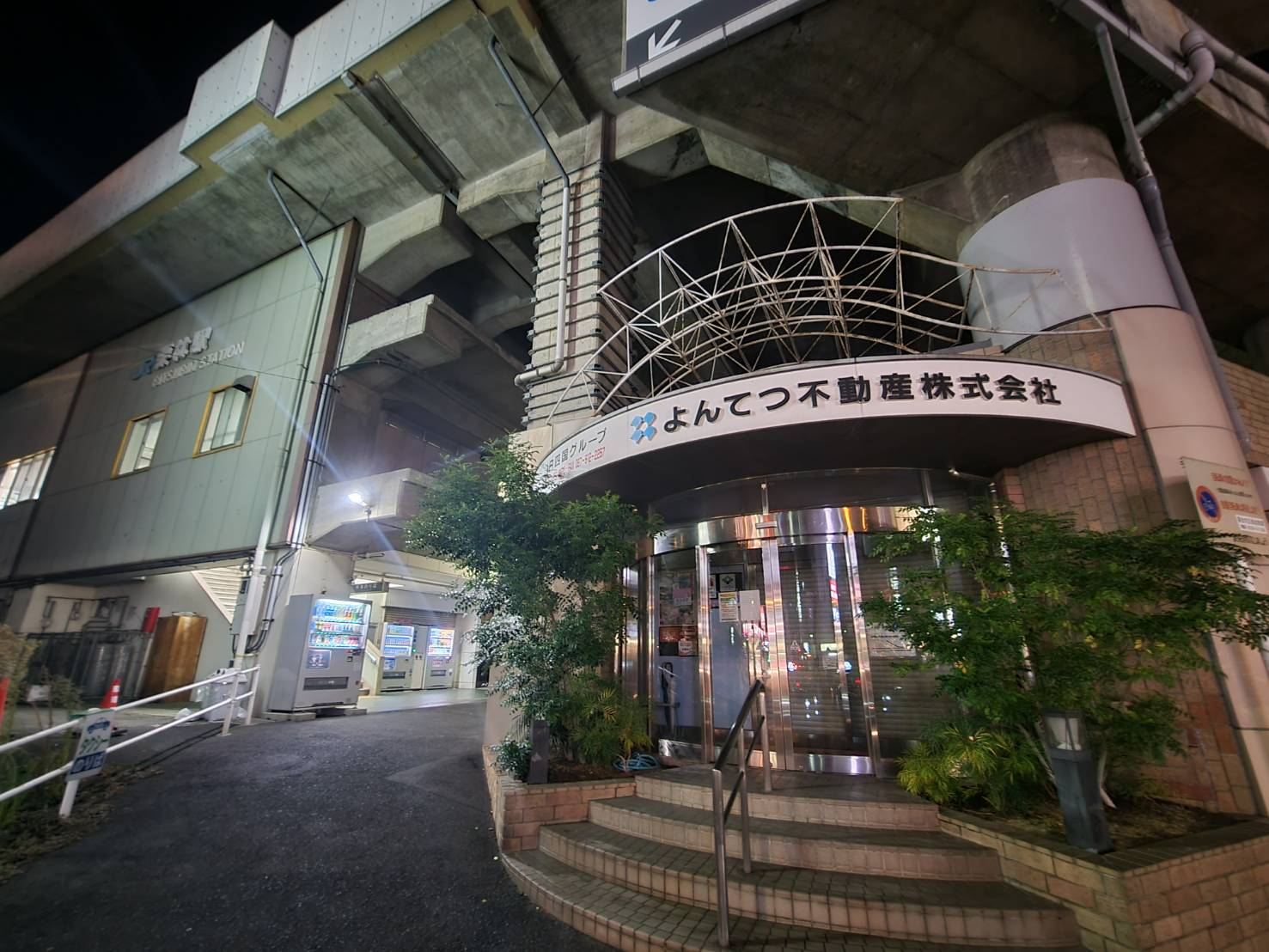
よんてつ不動産 栗林駅高架下

設立当初の社名は四鉄（よんてつ）不動産株式会社で、2022年11月1日から現在の社名になった。

## 概要
四国内の鉄道沿線及び駅周辺を中心に、宅地分譲、住宅及び土地賃貸、リフォーム・リノベーション、マンション管理等の不動産事業を展開している。自社ブランドは「オレンジ」。

## 沿革
- 1989年5月12日 四鉄不動産株式会社設立[1]
- 1991年2月　宅地・戸建て分譲事業（オレンジタウン東坂出）開始
- 1993年9月　分譲マンション事業（オレンジハイツ香西）開始
- 1994年3月　賃貸住宅事業（オレンジコート栗林54戸）開始
- 1998年10月　オレンジタウン東讃岐（現オレンジタウン）開始
- 2006年7月　よんてつ不動産株式会社に商号変更
- 2008年7月　本社を栗林駅高架下に移転
- 2016年1月　志度駅営業所設置
- 2017年12月　マンション管理業開始
- 2022年11月1日　JR四国不動産開発株式会社に商号変更[3]

## 事業

### 本社

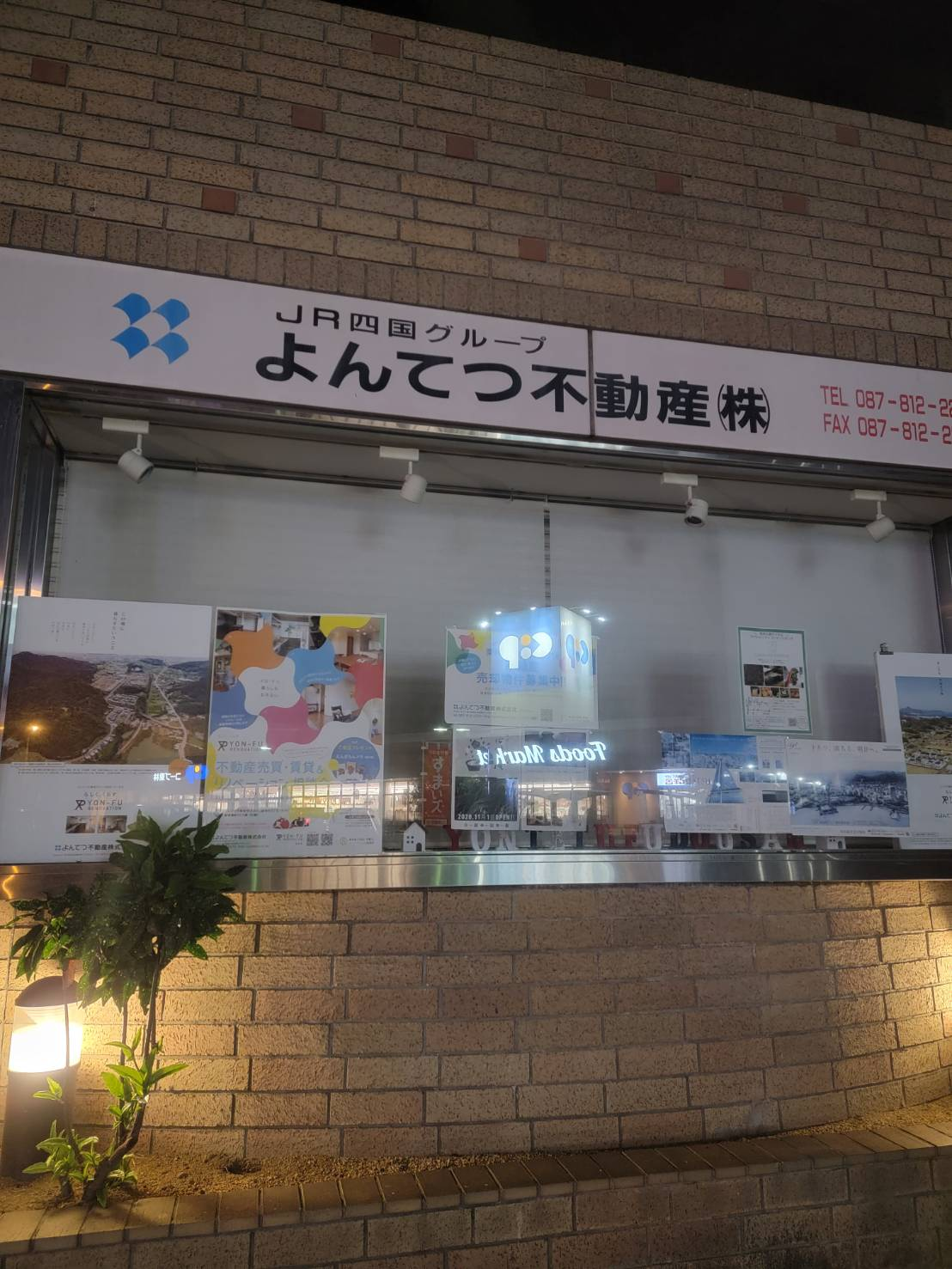
よんてつ不動産 本社入口横

香川県高松市藤塚町（JR高徳線栗林駅内）

### 支店等
- 志度駅営業所（香川県さぬき市志度）
- オレンジタウン販売センター（香川県さぬき市志度）

## 住宅地等の開発事例

### オレンジタウン（戸建分譲事業）
- 国分、仏生山、扇町、木太町、屋島西町（香川県高松市）
- 東坂出、富士見町、南坂出（香川県坂出市）
- 塩屋、丸亀（香川県丸亀市）
- 東讃岐[現オレンジタウン]（香川県さぬき市）
- 宇多津（香川県綾川町）
- 陶、綾南（香川県綾川町）
- 小松（愛媛県西条市）
- 国府（徳島県徳島市）、藍住（徳島県藍住町）
- 北島（徳島県北島町）、石井（徳島県石井町）
- 松茂（徳島県松茂町）

### オレンジハイツ（分譲マンション事業）
- 香西、香西南、扇町、香西東（香川県高松市）
- 宇多津（香川県宇多津町）
- 丸亀（香川県丸亀市）
- 南江戸（愛媛県松山市）

### オレンジコート（賃貸マンション事業）
- 高松、栗林、桜町（香川県高松市）
- 佐古、住吉（徳島県徳島市）